# Margaret D. Foster

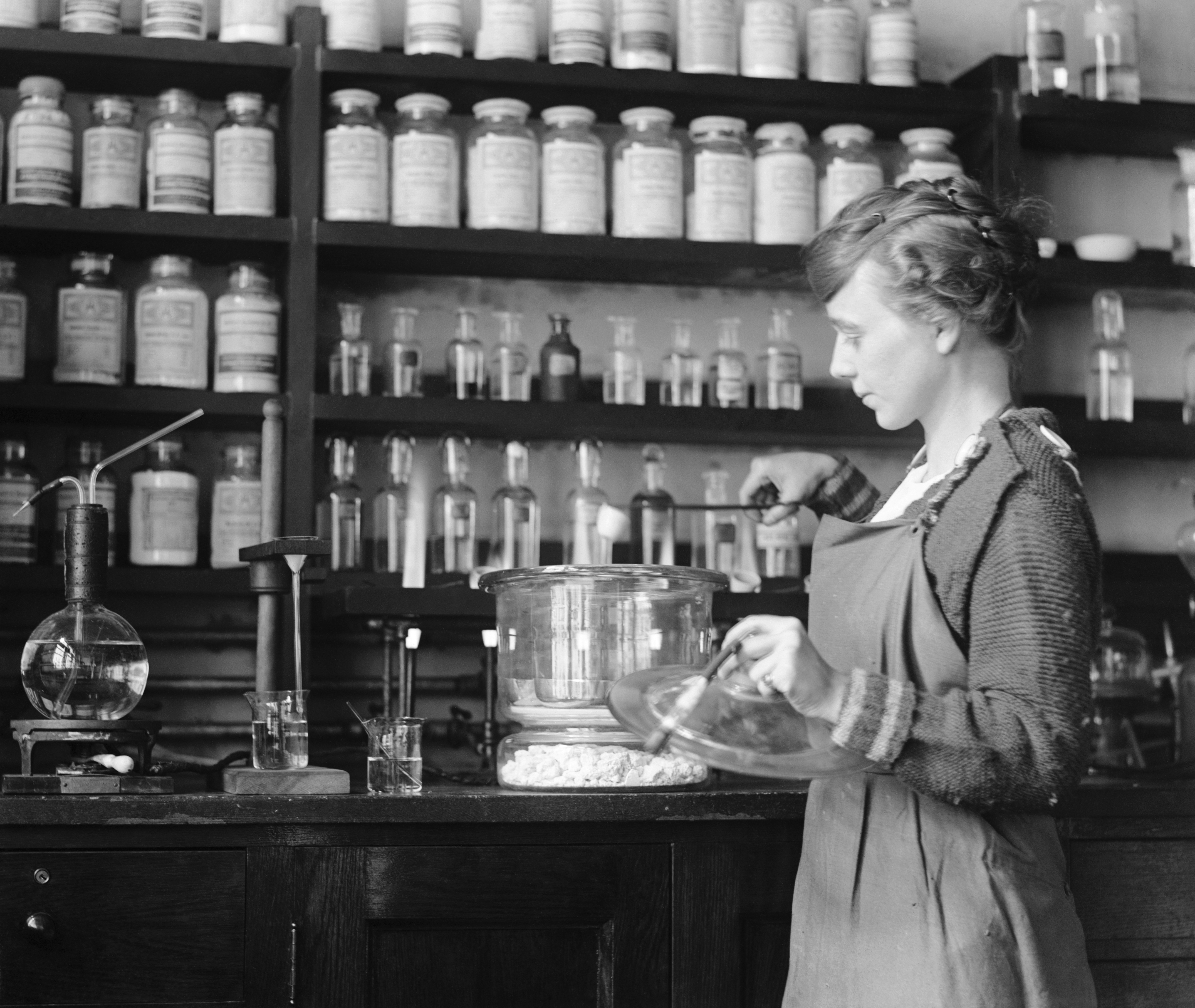
Margaret D. Foster im Labor (1919)

Margaret Dorothy Foster (* 4. März 1895 in Chicago, Illinois; † 5. November 1970 in Silver Spring, Maryland) war eine amerikanische Chemikerin, die am Manhattan Project mitarbeitete.

## Leben
Ihr Vater war James Edward Foster und ihre Mutter Minnie (McAuley) Foster. Sie erlangte am Illinois College, der George Washington University und der American University den akademischen Grad Ph.D.
Im Jahr 1918 wurde sie als erste Chemikerin von der Behörde United States Geological Survey eingestellt. Ihre Aufgabe war die Entwicklung von Verfahren, mit denen das natürliche Vorkommen von Mineralien in Gewässern nachgewiesen werden kann.
Ab 1942 arbeitete sie am Manhattan Project, im Bereich Chemie und Physik unter Roger C. Wells, mit. Sie entdeckte zwei neue Methoden für den Nachweis von Uran und Thorium und auch wie diese Elemente aufgetrennt werden können.
Bis zu ihrer Rückkehr in die öffentliche Behörde Geological Survey nach dem Zweiten Weltkrieg erforschte sie die Chemie von Tonmineralien und Glimmern. Sie ging im März 1965 in den Ruhestand.
Im Holy Cross Hospital in Silver Spring (Maryland) starb sie am 5. November 1970.

## Veröffentlichungen
- Margaret D. Foster: The chemist at work. IX. The chemist in the water resources laboratory. In: Journal of Chemical Education. 15. Jahrgang, Nr. 5, 1938, S. 228, doi:10.1021/ed015p228, bibcode:1938JChEd..15..228F (englisch).